# Сексуално разкриване
Осъзнаването, самовъзприемането, самоопределянето, разкриването e процес на (само)осъзнаване и споделяне (откриване) на идентичността спрямо сексуалната ориентация. Терминологичният израз „каминг-аут“ описва всички тези процеси, актове и т.н., той едва от английското coming out и е англицизъм, който е възприет в ЛГБТ жаргона и общността, както и в джендър, куиър теорията и прочее.
Много често под кратката форма каминг-аут на български, а и не само, заместваща другите употреби, се разбира разкриването и дори публичното разкриване. Публичното разкриване е решението на публични личности, като филмови звезди, политици и т.н. да заявят открито пред медиите и споделят, разкрият своята хомосексуалност или различна полова идентичност (разкриване пред семейството, но публичен каминг-аут, медиен каминг-аут).
Изразът произлиза от английското coming out of the closet, тоест „да излезеш от гардероба/килера“ в смисъла на „да излезеш от скривалището си“, като буквалният превод на този английски фразеологизъм е „да излезеш от стенния гардероб“, т.е. „да излезеш на открито“. На български се използва и терминът „разкриване“ и „разкривам се“ (жаргонно аутвам се) (например: „На колко години се разкри?“).
Противоположното на човек, който се е разкрил сексуално се нарича човек in the closet (човек „в гардероба/килера“), а на български скрит, прикрит, криещ се и т.н.

## Разкриването като процес

### Модели на самоидентичност
Има различни модели, разработвани с цел да се опише процесът на разкриването (виж: Dank, 1971; Cass, 1984; Coleman, 1989; Troiden, 1989). Все пак може да се каже че най-широко приет е моделът на Вивиан Кас (Vivienne Cass), известен с названието Модел на идентичност на Кас. Този модел очертава шест отделни фази, през които човекът, който успешно осъществява процеса на разкриването, преминава.
Фази:
- обърканост относно самоидентичността
- сравнение на самоидентичността
- толерантност към собствената идентичност
- приемане на собствената идентичността
- гордост от идентичността и
- синтез на личността

### Постъпателност
Разкриването (каминг-аут) може да се определи в повечето случаи като един постепенен процес. Обикновено човек се разкрива първо пред близък и доверен приятел или член на семейството, като предпочита да изчака да направи това и пред останалите свои приятели и още повече членове на обществото. Някои хора се разкриват на работните си места, но не и пред семейството си или обратното. Във всеки случай, процесът на разкриване не приключва с еднократното заявяване пред дадена личност, група или общност; човек всеки ден се изправя пред избора при всяко ново запознанство дали да заяви и разкрие себе си или дали да остане „скрит“, и по тази причина възприеман и мислен за хетеросексуален.
Процесът на разкриване (каминг-аут) може да бъде описан най-просто в две основни фази: първата може да се нарече вътрешен каминг-аут (вътрешно осъзнаване и разкриване пред себе си), а втората, която е и по-често споменаваната, е фазата на разкриване пред обществото.

### Осъзнаване
Вътрешния каминг-аут (разкриване пред себе си) или още на български осъзнаване е фаза, в която личността разбира, че изпитва чувства и/или сексуални желания към представители на собствения пол, осъзнава този факт и започва да приема сексуалността си като неразделна част от своята личност. Този момент често се съпровожда от силна емоционална тревожност, натовареност и стрес. До известна степен това е така, защото в тази фаза човек се подлага на силен самоанализ и самооценка, но в същото време може и да се каже, че тук натовареността и стресът възникват най-вече от факта, че нашето общество клони към дискриптивната хетеронормативност, т.е. нашето общество е склонно да отхвърля, чрез отричане или чрез представяне по негативен начин (с негативни образи и говорения), всяко едно поведение, което се отдалечава или е различно от хетеросексуалността. Колкото по-голяма е тенденцията в дадено общество да се отрича легитимността на поведения, непокриващи се с „каноничните“ такива, толкова по-голям е стреса, на който един индивид е подложен, в някои случаи и от части поради липсата на позитивни примери за подражание, с които да се идентифицира и чрез които да успее да интегрира тези нови усещания и пориви в единство с личността си. В тази фаза човек често се опитва да открие някакви „признаци“ в себе си, които да докажат обратното на това, което открива и чувства. Когато осъзнае, че „не може да се направи нищо по въпроса“, човек започва да приема себе си, такъв какъвто е.

### Заявяване пред обществото
Заявяване пред обществото или още социално или общностно разкриване, както и каминг-аут в смисъла на публично разкриване, публичен каминг-аут.
Тази втора фаза може да се определи като един постепенен, но и никога несвършващ процес, с изключение може би на случаите, в които известни публични личности правят своя каминг-аут чрез медиите (виж например Елън Дедженеръс). Причините за каминг-аута могат да бъдат както политически (виж История на каминг-аута), така и чисто практични: когато човек се е заявил като представител на ЛГБТ общността, той вече не се подлага на стреса, който може да причини необходимостта от криене и саморепрезентиране в различни от присъщите му сексуалност и ориентация. Провеждани са също така изследвания, които показват как колкото повече са ситуациите, в които човек се е открил пред другите, толкова по-малко е наличието на стрес или невроза в него. Освен това приключването на тази фаза води до един вид вътрешно израстване, най-вече от гледна точка на самоувереността на индивида.

### Възраст за каминг-аут
Безспорно може да се каже, че разкриването пред обществото може да настъпи във всеки един момент от живота на човека, т.е. когато той се чувства готов за това или чувства необходимост да го направи. Но не много хора знаят, че също така и вътрешното осъзнаване може да настъпи в различни моменти от живота. Противно на общото мнение, не може да се определи някаква „възраст на каминг-аут“. Вътрешното разкриване може да настъпи в детска възраст (например във възрастта на детската градина), по време на пубертета или в по-напреднала възраст, като при всяка една възраст особеностите и проблемите са различни.
Вероятно най-големият проблем в детска възраст е липсата на средства за сравнение и модели. Например във всички приказки, особено на български език, съществува преимуществено моделът на принцесата, която очаква (да бъде спасена от) своя принц, в когото тя ще се влюби и с когото ще заживее щастливо до края на дните си. Както и в игрите с кукли обикновено се разбира, че Барби се облича красива заради Кен. В съвременните анимации, където принцесата е представена от Барби-образ (Барби и магията на Пегас, Барби представя: Малечка Палечка и прочее) може да се каже, че признаци за разнообразие се появяват, като например през 2008 се появява относително алтернативна версия на принцеса-принц Барби-Кен: Барби и диамантения дворец (Barbie and the Diamond Castle), където героини са две принцеси и по тази причина анимацията е подозирана често в лес-метафоризация.
Вече в пубертета човек разполага с повече средства, чрез които да анализира и разбере чувствата си, но в същото време пубертетът е и период на големи промени, както от физиологична, така и от психологична и социална гледна точка. Тук съществено влияние имат младежките групи, средата и приятелите в училище, но също и биологическото хетеронормативно преподаване на въпросите на сексуалността в училище, от родители и т.н. Често в този период човек е склонен да мисли, че влеченията му са нещо моментно, нещо, което ще отмине или дори нещо нередно. В пубертета човек е силно повлиян от средата, към която принадлежи или към която би желал да принадлежи, което може да затрудни или улесни, в зависимост от отделните случаи, процеса на каминг-аут.
При преминалите пубертета 20 – 30 годишни често каминг-аута преминава по-лесно, тъй като човек е независим и по-силен психологически. Но в много случаи разкриването в тази възраст може да бъде значително затруднено поради наличието на определени социални задължения или ситуации като университетска среда, работно място, кариера, наличие на семейство и други.
Късният каминг-аут е може би най-труден, поради затвърдеността на някои модели на самовъзприемане, както и придобити с времето социални роли, но и заради предубедеността како на обществото като цяло, така и на ЛГБТ общността към късния каминг-аут (виж Филис от телевизионните серии еЛ връзки).

## История на каминг-аута
Идеята за каминг-аут е въведена през 1869 година от хомосексуалния германски адвокат Карл Хайнрих Улрихс, един от пионерите на движението за гей права. Улрихс определя социалния каминг-аут като средство за еманципация, докато „прикриването“ разглежда като основната пречка общественото мнение да бъде променено, поради което той призовавал хомосексуалните хора да се разкрият пред останалите.
През 1906 г. излиза трудът на Иван Блох (психиатър от немско-еврейски произход) Сексуалният живот в нашето съвремие и връзката му с модерната цивилизация (на немски: Das Sexualleben unserer Zeit in seinen Beziehungen zur modernen Kultur, английски превод The Sexual Life of Our Time in its Relation to Modern Civilization), където той настоятелно призовава всички хомосексуални хора да се разкрият пред членовете на хетеросексуалните си семейства и пред познатите си.
Магнус Хиршфелд говори за каминг-аут в основния си труд Хомосексуалността при мъжете и жените (The homosexuality of men and women) (1914 г.), където той обсъжда юридическата и социална хипотеза, при която няколко хиляди влиятелни мъже и жени заявяват хомосексуалността си пред полицията, с цел да повлияят на законодателството и на общественото мнение. (Johansson & Percy, p. 24)
Първият известен американец, който прави каминг-аут е поетът Робърт Дънкън. През 1944 година, подписвайки се със собственото си име, той заявява в списанието Политики (Politics), че хомосексуалните хора са едно потиснато малцинство.
През 1951 година Доналд Уебстър Кори (Donald Webster Cory) публикува един уникален труд – Хомосексуалните в Америка (The Homosexual in America), където заявява: „Обществото ми връчи една маска, която трябва да нося ... Където и да отида, по всяко време и пред всички социални слоеве, аз се преструвам.“ Кори не е истинското име на писателя, а просто псевдоним, но това откровено и дълбоко лично изказване служи като стимул за появата на едно хомосексуално самосъзнание и за зараждането на едно хомофилско движение. (Gross, p. 15)
През 60-те години на XX век придобива известност случаят на Франк Камени, който бива уволнен от поста си на астроном към топографското подразделение на армията поради хомосексуална активност. Той отказва да остави случаят да отмине незабелязан и решава да се бори открито срещу решението да бъде уволнен, като стига до обжалване пред Върховния съд на Съединените щати. Камени, който се превръща в един от лидерите на зараждащото се американско движение за права на хомосексуалните, защитава тезата, че уволнението му е неправомерно и че той не е извършил нищо нередно. Той е настоятелен, че „Ние трябва да внушим в хомосексуалното общество чувството на гордост на всеки един именно като хомосексуален човек“ (we must instill in the homosexual community a sense of worth to the individual homosexual) – гордост, която може да бъде постигната единствено чрез кампании, организирани от самите хомосексуални. (Gross, p. 18)
Неговото мото става „Да си гей, е хубаво и добре, това е нещо добро“ – Gay is good.

## Каминг-аут в нашето съвремие
В днешно време хомосексуалните хора са по-открити от всякога и дори мнозина смятат, че да стоиш неразкрит е нездравословно от емоционална гледна точка. Често се споменава фразата: Closets are for clothes („гардеробът е за дрехите“). Едно от най-популярните гей списания се казва именно Out Magazine. Каминг-аутът се възприема обикновено от гей средите като политически здравословно действие, дори дълг или необходимост, като се подчертава факта, че колкото повече хора се разкриват, толкова по-трудно ще бъде на традиционалистите и псевдоморалистите да злепоставят, изолират и потискат хомосексуалните хора.

### Вътре или вън
Каминг-аут разкриването пред обществото има за своя опозиция най-вече криенето – staying/being in, тоест да стоиш вътре. Да си скрит, означава да не се разкриваш или пред семейство, или пред приятели, или пред колеги, или въобще пред обществото, или дори пред себе си. Тук опозицията вътре/вън (скрит/открит, в гардероба/извън него) като две различни състояния и роли в обществото, но и като две различни идентичности.

#### Coming home
Не винаги традиционният начин на каминг-аут се възприема като възможен или удачен. Поради индивидуални или културни особености, някои хора предпочитат да са coming home (завръщащи се вкъщи), при това човек представя на семейството и приятелите си своя партньор от същия пол като близък приятел, като оставя реалните сексуални отношения между тях да бъдат подразбрани, но не и ясно заявени.

#### Критика
Опозицията вътре/вън е силно критикувана, разпитвана, постмодернистично „подкопавана“ и омаловажавана от джендър теоретиците в академията особено в началото на 90-те на XX век. Пример за това е Джудит Бътлър (1991 г.), която самата няколко години пише върху джендър теорията без да се разкрие като лесбийка. Тя обяснява това с идеята, че не приема терминът лесбийка напълно. Тя критикува метафората вътре/вън, заради фактът, че налага бинарната опозиция и поради това, че чрез нея се налага многозначна интерпретация, при която гардеробът (closet), в който човек се крие, е тъмен, маргинален и фалшив, докато да бъдеш видим внушава разкриването на една истинска идентичност.
Даяна Фъс (1991 г.) обяснява, че „проблемът с реториката относно вътре/вън [...] е в това, че тези спорове прикриват факта, че мнозинството от нас са едновременно и видими, и скрити“ и добавя „да бъдеш вън, на гей жаргон, означава буквално да не бъдеш вече вън; да бъдеш вън означава да бъдеш най-накрая извън външността и извън всички изключвания и лишения, които аутсайдерството налага. Или с други думи, да бъдеш вън в действителност означава да бъдеш вътре-в царството на видимостта, в място, за което се говори и което е културно смисленото и разбираемото“. Т.е. чрез каминг-аута се създава един гардероб, на мястото на този, който би трябвало да се разруши, и една личност, която би трябвало да бъде разбулена, „първото появяване на хомосексуалната личност като „вид“, а не като едно „временно отклонение“ също отбелязва момента на изчезването на хомосексуалната личност във вътрешността на гардероба“.
Лорън Смит (Lauren Smith) (2000 г.) обобщава, че: „да бъдеш вън от гардероба, било то като гей или хетеросексуален, според Фъс и Бътлър, означава да се скриеш отново в един друг гардероб“.
Трябва да се отбележи, че в нашето съвремие се наблюдава тенденция на увеличаване на ситуационното сексуално поведение, т.е. активни сексуални практики, осъществяващи се в дадени ситуации, при които се излиза от рамките на идентичната сексуалност за дадена личност. Ето защо някои смятат, че феноменът на каминг-аут би изчезнал с пълното приемане от обществото на хомосексуалността и хомосексуалните хора, защото при това положение вече няма да бъде необходимо да прави каминг-аут.

## Аутинг
Аутинг (outing) или аутването на някого се нарича разкриването на нечия сексуална ориентация без съгласието на заинтересованата и криеща сексуалната си ориентацията личност. Понякога аутинга се използва като политическо оръжие или с цел да се изтъкне различието между стила на живот в публичната и личната сфера на дадена личност.
Разкриването на нечия сексуална ориентация без съгласието на заинтересования може да доведе до съдебни последствия. Например през 1957 г. В. В. Либерачи повдига обвинение срещу ежедневника Дейли Мирър за това, че вестникът намекнал, че е гей и печели делото.
В рамките на ЛГБТ общността аутването на някого може да бъде оправдано единствено, ако се касае за публична личност, която участва ясно изразено в потискането или отказването на права на хора, принадлежащи към дадена общност. В подобни случаи „агресивността“ на аутинга може да бъде оправдана. По времето на случая Харден-Юленбург, Бранд, основателят на първото хомосексуално списание Der Egene, публикува памфлет, в който разказва за това как високопоставеният служител в кралския двор Бюлов се целувал и прегръщал с Шифер на едно събиране само за мъже, организирано от Юленбург, поради което бил изнудван за това, че е хомосексуален и бил принуден публично да се противопостави на параграф 175 от германския Наказателен кодекс, в който се узаконявало преследването на хомосексуалните хора.